# Ryszard Gabrych
Ryszard Gabrych (ur. 11 stycznia 1963 w Koronowie, zm. 24 czerwca 2000) – polski żużlowiec.
W latach 1980–1985 reprezentował w rozgrywkach I-ligowych Polonię Bydgoszcz, natomiast w 1986 r. startował w II-ligowym GKM-ie Grudziądz. Finalista turniejów o "Brązowy" (Świętochłowice 1981 – IX m.) oraz "Srebrny Kask" (Toruń 1981 – XIV m., Rybnik 1982 – IV m., Lublin 1984 – III m.). Finalista młodzieżowych indywidualnych mistrzostw Polski (Opole 1982 – XV m.) oraz młodzieżowych mistrzostw Polski par klubowych (Rybnik 1984 – VI m.). Zwycięzca turnieju pamięci Marcina Rożaka (Gniezno 1984).